# Derk Jan Eppink
Derk Jan Eppink, né le 7 novembre 1958 à Steenderen, est un journaliste, éditorialiste, écrivain et homme politique néerlandais.
Il siège au Parlement européen du 14 juillet 2009 au 1er juillet 2014 et à nouveau du 2 juillet 2019 au 30 mars 2021, au sein du groupe des Conservateurs et réformistes européens, ainsi qu'à la Seconde Chambre des États généraux de 2021 à 2023 au sein du groupe parlementaire de JA21. 

## Biographie

### Carrière dans le journalisme
Eppink étudie le droit international public et les relations internationales à l'université libre d'Amsterdam. Il travaille en premier lieu comme assistant parlementaire au Parlement européen puis pour le journal néerlandais NRC Handelsblad, qui l'envoie en tant que correspondant en Afrique du Sud puis en Pologne.
En 1999, il entre au cabinet du commissaire européen Frits Bolkestein. Cinq ans plus tard, il rejoint le cabinet de Siim Kallas. En 2007, il déménage à New York du fait de l'emploi de sa femme aux Nations unies. Il couvre alors l'élection présidentielle américaine de 2008 pour plusieurs médias néerlandophones et écrit des articles d'opinion.

### Engagement politique
De 2009 à 2014, il est député européen pour la Belgique sur la Liste Dedecker.
Lors des élections européennes de 2019 aux Pays-Bas, il est réélu député européen aux côtés de Rob Roos et Rob Rooken pour le Forum pour la démocratie (FvD), parti qui le sélectionne comme sa tête de liste. Il devient premier vice-président du groupe des Conservateurs et réformistes européens (CRE). À l'instar de Roos et Rooken, à la suite de querelles internes, il quitte cependant le FvD un an plus tard pour rejoindre le nouveau parti JA21, qui le place en troisième place sur la liste menée par Joost Eerdmans lors des élections législatives néerlandaises de 2021,. Il est élu à la Seconde Chambre des États généraux et démissionne du Parlement européen, où il est remplacé par Michiel Hoogeveen.